# Conférence d'Asilomar sur l'ADN recombinant
«  Conférence d'Asilomar » redirige ici. Pour les autres significations, voir Conférence d'Asilomar (homonymie).
La conférence d'Asilomar sur l'ADN recombinant, souvent appelée simplement conférence d'Asilomar, a été organisée en 1975 par Paul Berg et Maxine Singer. Elle a appelé à la mise en place d'un moratoire sur les manipulations génétiques, afin d'éviter que des bactéries génétiquement modifiées puissent se disperser dans l'environnement.

## Origine
Paul Berg avait envisagé d’insérer dans une bactérie Escherichia coli un gène du virus SV40, connu comme étant cancérigène. Or E. coli est commune dans l'environnement et notamment dans notre tube digestif. Et les bactéries peuvent facilement échanger des gènes entre souches différentes lorsqu'elles sont stressées. Berg suppose que ce type d'opération comporte des risques. Il projetait de créer une bactérie cancérigène susceptible de diffuser ce gène au sein de « populations humaines, bactériennes, végétales et animales, entraînant des conséquences imprévisibles ».
Berg décide d'interrompre son expérimentation, et il invite, dans une lettre ouverte, d'autres chercheurs à réfléchir aux aspects éthiques de la transgénèse. Il animait alors un groupe de travail au sein de l’Académie des sciences américaine et y propose un moratoire sur les expérimentations en matière de génie génétique.

## Contexte
Dans un article de novembre 2007, N. Chevassus-au-Louis replace aussi cet évènement (une première dans le monde de la biologie) dans le contexte du scandale du Watergate, qui a ébranlé les États-Unis et qui pourrait peut-être remettre en cause les liens entre génie génétique et financements publics.
Il rappelle aussi que certains des collègues de Berg, parmi les premiers généticiens biologistes moléculaires, étaient aussi d’anciens physiciens ayant participé au projet Manhattan, c'est-à-dire ayant permis la création des premières bombes atomiques. Ils craignent que leurs recherches puissent aussi aboutir à d'éventuelles armes biologiques, de destruction massive, qui pourraient même peut-être échapper à leurs créateurs et avoir des conséquences à long terme, puisque portées par des organismes vivant modifiés, susceptibles de se reproduire sur un grand nombre de générations.
Enfin, c'est encore l'époque de la guerre froide, et de la course aux armements, y compris biologiques auxquels le génie génétique pourrait apporter de nouvelles possibilités, risques et dangers.
Les assureurs et banques commencent aussi à se demander si cette technologie nouvelle qui semble riche de promesses et bénéfices ne comporte pas aussi des risques financiers et économiques.

## La conférence

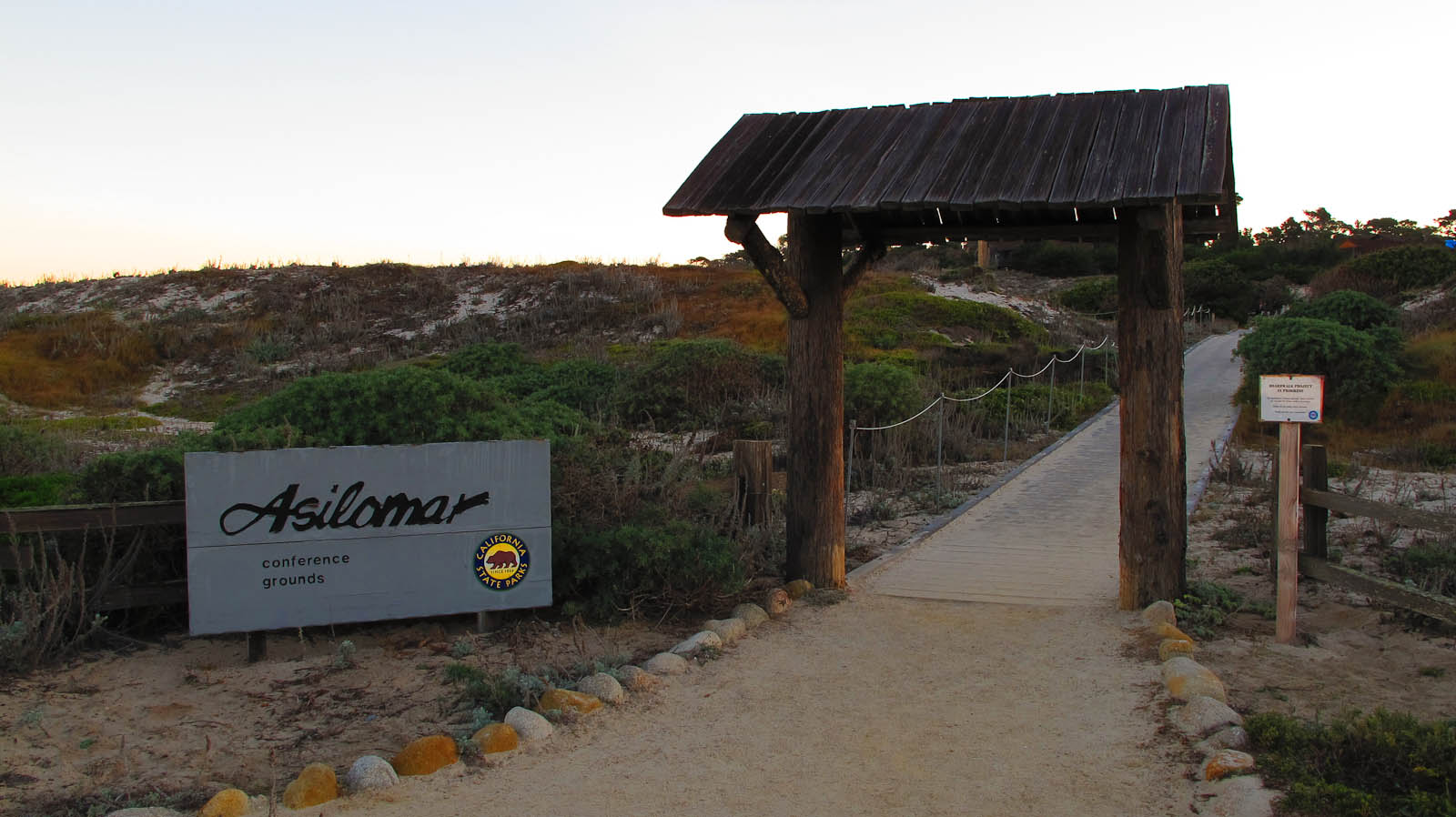
L'entrée au centre de conférences d'Asilomar.

Elle réunit à huis clos 150 chercheurs venus de toute la planète, à Asilomar Conference Grounds (en), en Californie (États-Unis), du 24 au 27 février 1975. Les chercheurs n'y trouvent pas de consensus et concluent à une levée du moratoire, mais avec mise en place de conditions de précaution et de sécurité renforcées (confinement des OGM en particulier). En particulier les chercheurs demandent qu'on n'utilise pas d'organismes dangereux pour l'homme ou capables de se reproduire chez l'animal.

## Limites et critiques
On a pu reprocher à cette conférence le manque de décision claire, et de n'avoir pas intégré certains aspects tels que :
- l'assurance du risque ;
- les impacts écologiques, qui pourraient dépasser le seul problème de risques pour la santé humaine ;
- les impacts socio-économiques sur l'agriculture et l'industrie ;
- l'appropriation du vivant par le brevetage de gènes et d'organismes.

Thèmes qui seront cependant rapidement abordés par la société civile ou certains auteurs tels que Jeremy Rifkin, économiste prospectiviste célèbre aux États-Unis, et actuel président de la Foundation on Economic Trends.